# Can Barca
Can Barca és una obra de Celrà (Gironès) inclosa a l'Inventari del Patrimoni Arquitectònic de Catalunya.

## Descripció
És una casona gran, semblant a un mas, entre mitgeres i de planta rectangular, amb un contrafort al mig. Actualment es troba dividida entre dos propietaris. És de planta baixa i dos pisos, l'últim com a golfes.
La part descrita és l'ala esquerra, on fa escaire amb una altra casa que se li menja part de la porta dovellada datada al 17 de març de 1601, d'arc carpanell rebaixat deprimit (sembla retallat). Les finestres són de dos tipus: amb pedres escairades, les del primer pis, on cal ressaltar una gòtica-renaixentista amb guardapols clos amb petxines i trencaaigües i marc amb motllures. L'altra només té trencaaigües, i la resta són més actuals.
La façana és arrebossada i a sota es veuen pedres sense treballar ni escairar.